# سامسونگ گلکسی جی۷ (۲۰۱۶)
سامسونگ گلکسی جی۷ (۲۰۱۶) (انگلیسی: Samsung Galaxy J7 2016) یک تلفن همراه میان‌رده مبتنی بر اندروید از سری جی سامسونگ است که توسط سامسونگ الکترونیک در سال ۲۰۱۶ عرضه شده‌است.
این گوشی با پردازنده‌های اسنپ‌دراگون ۶۱۵ و اگزینوس ۷۸۷۰ (بسته به مدل) عرضه شده‌است.

## مشخصات

### سخت‌افزار
سامسونگ گلکسی جی۷ ۲۰۱۶ یک قاب پشتی قابل تعویض، فریم دور کروم و در پشت پلاستیکی با پوشش فلزی دارد. در جلوی گوشی یک صفحه نمایش ۵٫۵ اینچی با سه کلید خازنی برای جابه‌جایی میان برنامه‌ها قرار دارد. بالای صفحه نمایش، یک دوربین سلفی ۵ مگاپیکسلی، یک فلاش و یک محافظ کرومی وجود دارد که گوشی و سنسورها را پوشش می‌دهد. در لبهٔ سمت راست این تلفن کلید روشن٫خاموش و در لبهٔ سمت چپی نیز کلیدهای کم و زیاد کردن صدا قرار دارد. جک هدفون ۳٫۵ میلی‌متری و درگاه میکرو یواس‌بی در پایین دستگاه قرار دارد. در زیر قاب پلاستیکی پشت دستگاه، شکافی برای کارت میکرو اس‌دی، ۲ اسلات برای سیم‌کارت‌ها، تراشهٔ ان‌اف‌سی و باتری ۳۳۰۰ میلی‌آمپری قرار دارد.
گلکسی جی۷ ۲۰۱۶ دارای یک صفحه نمایش اچ‌دی سوپر آمولد با وضوح ۱۲۸۰ در ۷۲۰ است. این صفحه نمایش با شیشهٔ ضد خراش کورنینگ گوریلا گلس ۳ محافظت می‌شود.

### نرم‌افزار
گلکسی جی۷ ۲۰۱۶ به‌طور پیش فرض از اندروید مارشمالو و رابط کاربری تاچ‌ویز بهره می‌برد که قابل ارتقا به اندروید اوریو است.
این گوشی آخرین به‌روزرسانی مربوط به ارتقای سیستم‌عامل را در نوامبر ۲۰۱۸ دریافت کرد، که با این به‌روزرسانی این گوشی از اندروید ۸٫۱ و رابط کاربری سامسونگ اکسپرینس ۹٫۵ بهره می‌برد.